# Chasminodes albipalpis
Chasminodes albipalpis là một loài bướm đêm trong họ Noctuidae.